# Pfarrkirche Steinabrückl

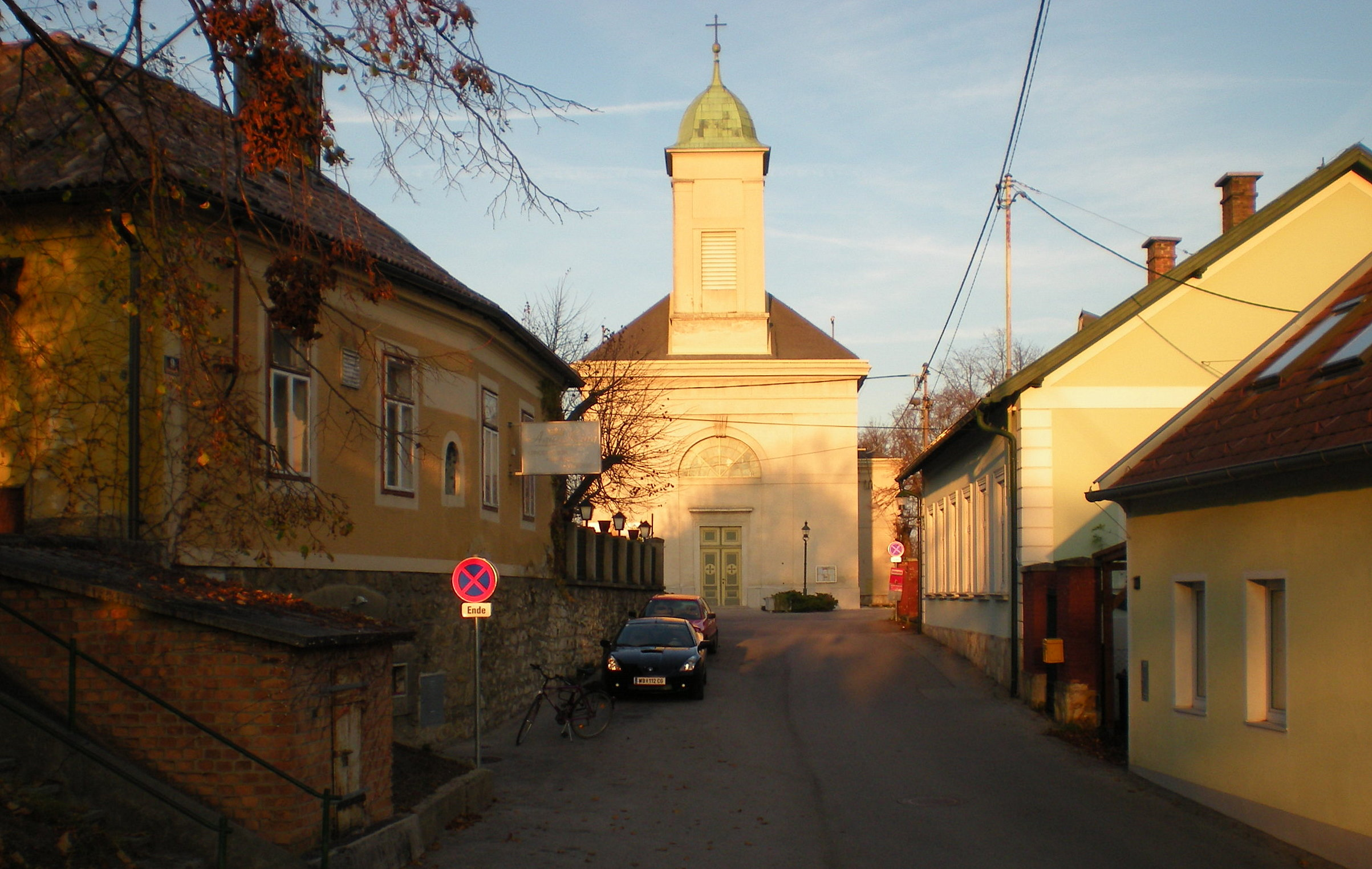
Katholische Pfarrkirche Unbefleckte Empfängnis in Steinabrückl

Die Pfarrkirche Steinabrückl steht erhöht am Nordrand der Ortschaft Steinabrückl in der Marktgemeinde Wöllersdorf-Steinabrückl im Bezirk Wiener Neustadt-Land in Niederösterreich. Die dem Patrozinium Unbefleckte Empfängnis unterstellte römisch-katholische Pfarrkirche gehört zum Dekanat Piesting im Vikariat Unter dem Wienerwald der Erzdiözese Wien. Die Kirche steht unter Denkmalschutz (Listeneintrag).

## Geschichte
Die Vorgängerkirche befand sich von 1776 bis 1832 in der Hauptstraße Nr. 1 (Gedenktafel). Die Kirche wurde von 1823 bis 1830 durch den Baumeister Johann Nothaft errichtet und 1832 geweiht.
Mit 1783 Lokalkaplanei wurde die Kirche im Jahr 1879 zur Pfarrkirche erhoben. Der Friedhof wurde 1886 eröffnet. Die Kirche wurde 1978 restauriert.

## Architektur
Der weithin sichtbare spätklassizistische Kirchenbau hat einen Fassadendachreiter.
Die Kirche ist ein blockhafter Saalbau über einem rechteckigen Grundriss, mit Walmdach und mit einem leicht eingezogenen Chor. Die Fassade ist zurückhaltend gegliedert, hat versenkte, hoch gesetzte Lünettenfenster, das Portal ist schlicht profiliert. Östlich am Chor steht ein zweigeschoßiger Sakristeianbau. Der Fassadendachreiter trägt eine Biedermeierhaube. Das Turmuhrwerk ist aus der Bauzeit.
Die Kirche hat eine zentralisierende Hängekuppel über vertieften rundbogigen Fensternischen, in der Längsrichtung gibt es je ein quer gelagertes Tonnengewölbe zur Vorhalle und zum Chorraum. Die schlichte Wandgliederung zeigt eine rhythmisierte Stufung mit einer umlaufenden Profilgesimsmanschette und angedeutete Wandpfeiler. Der leicht eingezogene Triumphbogen ist rundbogig. Der leicht eingezogene querrechteckige platzlgewölbte Altarraum hat an der Chorrückwand eine rundbogige Blendarkade als Rahmung des Altarbildes.
Die Wandmalereien in den Gewölbezwickeln stellen die Vier Evangelisten mit ihren jeweiligen Symbolen dar.

## Ausstattung
Das Altarblatt Maria Immaculata in der Architekturrahmung an der Chorrückwand entstand um 1830/1840.
Die Orgel mit 10 Registern baute Stephan Hechinger 1832.